# King Von
King Von, de son vrai nom Dayvon Daquan Bennett né le 9 août 1994 et mort assassiné le 6 novembre 2020 à Atlanta, est un rappeur américain originaire de Chicago. 
Il a signé sur le label de Lil Durk, Only the Family ainsi qu'Empire Distribution. Au cours de sa vie et après sa mort, il a été impliqué dans une série de divers homicides et crimes présumés liés à des gangs de Chicago.
King Von est connu pour les singles Crazy Story et Took Her to the O qui ont atteint la quarante-quatrième position du Billboard Hot 100, et pour l'album studio Welcome to O'Block (2020), qui s'est classé cinquième au Billboard 200.

## Biographie

### Jeunesse
Bennett naît le 9 août 1994 à Chicago, dans l'Illinois de Walter E. Bennett et Taesha. Il a six demi-frères et sœurs du côté paternel et trois frères et sœurs du côté maternel.
Il est élevé principalement par sa mère. En effet, il était difficile d'avoir des liens avec son père en raison des incarcérations de celui-ci. Il ne l'a rencontré qu'une unique fois à l'âge de 8 ans. Son père est tué alors que Dayvon Bennett est âgé de onze ans. Il lui rendra plus tard hommage dans plusieurs chansons.
À seize ans, Von va en prison pour la première fois. En 2014, il est inculpé du chef d'accusation de meurtre au premier degré et de deux chefs de tentative de meurtre en lien avec une fusillade qui a fait un mort et deux blessés.
Après avoir été acquitté de toutes les accusations, Von commence à se concentrer sur sa carrière musicale, en collaborant avec Lil Durk (qui l'a soutenu financièrement durant sa période d'incarcération)[pertinence contestée]).
Avant son arrestation, il fréquente le South Suburban College à South Holland. Il obtient son GED alors qu'il était en détention juvénile[style à revoir]. Pendant ce temps, il rejoint le gang de rue Black Disciples qui se trouve dans l'alliance de gang People Nation.

### Carrière
Lil Durk fait signer King Von sur son label Only the Family.
Le single "Crazy Story" de Von est sorti le 6 décembre 2018. Le single, atteint le top 81 du Billboard Hot 100.
En mai 2019, il sort Crazy Story 2.0, en duo avec Lil Durk, dont le clip vidéo est publié le 20 mai 2019. Ce titre culmine à la quatrième place du classement Bubbling Under Hot 100,.
Le 13 septembre 2019, il sort un troisième titre intitulé Crazy Story, Pt. 3.
Le 9 juillet 2019, avec King Von, il sort le single Like That.
Le 2 septembre 2019, sort le single What It's Like.
Le 20 septembre 2019, King Von sort sa mixtape de treize titres, Grandson, Vol. 1, accompagné de Lil Durk sur deux pistes. La mixtape fait ses débuts au top 75 du Billboard 200 et au numéro 27 du palmarès des albums Hip Hop / R&B[Lequel ?].
Le 16 novembre 2019, King Von sort son single 2 AM.
Le 29 novembre 2019, King Von sort ensuite son single Rollin avec YNW Melly, accompagné d'un clip vidéo. Rollin a été inclus sur sa mixtape, Levon James, sortie le 6 mars 2020, qui a culminé au numéro 63 sur le Billboard 200. L'album contient entre autres des couplets de NLE Choppa, Tee Grizzley, G Herbo, Lil Durk et YNW Melly.
Le 29 avril 2020, King Von sort son single Grandson for President. S'ensuit de près un clip vidéo pour Broke Opps, une chanson de Levon James.
Il sort ensuite un autre single intitulé Why He Told le 27 juillet 2020, et enchaîne avec un autre single, All These Niggas, mettant en vedette le rappeur Lil Durk, qui remporte un grand succès sur YouTube[réf. nécessaire].
Il sort ensuite un autre single, intitulé How It Go, le 26 août 2020.
Le 9 octobre 2020, King Von sort I Am What I Am, en featuring avec le rappeur new-yorkais Fivio Foreign. Cette sortie était en prévision de son premier album studio Welcome to O'Block, sorti le 30 octobre 2020. L'album de 16 titres présente entre autres les productions de Chopsquad DJ (en), Tay Keith (en), Wheezy (en) et Hitmaka (en). L'album comprend également une collaboration avec Polo G, The Code, qui sort avec un clip vidéo. Après sa mort, son équipe sort les vidéoclips de Wayne's Story, Armed & Dangerous, Mine Too et Demon.
Le 24 décembre 2020, Lil Durk sort son album The Voice en hommage à King Von, qui apparaît sur la pochette de l'album et sur la chanson, Still Trappin'.
Le 4 mars 2022, l'équipe dirigeante de King Von sort son premier album posthume, What It Means to Be King, qui atteint la première place du Billboard 200. Peu de temps après, les vidéoclips de deux pistes de ses disques paraissent : Too Real le 7 mars 2022 et Get it Done le 9 août 2022, jour de son anniversaire.
Le 23 juin 2023, la chanson posthume Robberies est sortie, accompagnée de la sortie d'un clip vidéo; suivi ensuite de la sortie d'une autre chanson le 6 juillet, Heartless avec Tee Grizzley, un rappeur de Détroit avec qui King Von avait déjà collaboré sur 4 autres chansons précédentes. Les deux chansons sont des singles d'anticipation du nouvel album, Grandson, annoncé le 30 juin 2023, suivi d'un troisième single Don't Miss sorti avec une vidéo officielle pour coïncider avec la sortie de l'album; dans la vidéo, King Von apparaît à la première personne. Le projet contient 17 titres mettant en vedette G Herbo, Lil Durk, Polo G, Moneybagg Yo, Hotboii, 42 Dugg, BreezyLyn, Tink.

### Décès
Le 6 novembre 2020, vers 2 h 15, King Von et son équipe sont impliqués dans une altercation avec l'équipe de Quando Rondo (en) à l'extérieur du club Monaco à Atlanta. Le différend dégénère rapidement et retentissent des coups de feu qui touchent Bennett plusieurs fois. Transporté dans un hôpital dans un état critique, il y meurt plus tard dans la journée.
Le Georgia Bureau of Investigation (en) rapporte que deux personnes sont tuées et six blessées. L'une d'elles est placée en garde à vue pour le meurtre de King Von. Le suspect a été identifié comme étant Timothy Leeks, âgé de 22 ans, un rappeur également connu sous le nom de Lul Timm qui est proche de Quando Rondo (en).
King Von est enterré le 14 novembre 2020 à Chicago.

#### Postérité
Lors de la 64e cérémonie des Grammy Awards , Bennett a été inclus dans le montage In Memoriam.
En août 2021, une peinture murale le représentant a été peinte par l'artiste Chris Devins, à Parkway Gardens (en), dans son quartier d’enfance. La peinture murale est controversée parmi les habitants : certains pensent qu'elle attire la criminalité des gangs et qu'il s'agit d'une glorification de la violence de ceux-ci.

### Vie privée
King Von était dans une relation intermittente avec la rappeuse texane Asian Doll, mais les deux n'étaient apparemment pas en couple au moment de sa mort,.
Il a trois enfants : un fils et deux filles.

## Affaire Judiciaires
Cette section ne s'appuie pas, ou pas assez, sur des sources secondaires ou tertiaires indépendantes du sujet. Le texte peut contenir des analyses inexactes ou inédites de sources primaires.
Pour l'améliorer, ajoutez-en, ou placez des modèles {{Source secondaire souhaitée}} ou {{Source secondaire nécessaire}} sur les passages mal sourcés. (août 2024)
Le 21 novembre 2012, King Von est arrêté puis incarcéré dans la prison du comté de Cook pour possession illégale d'arme à feu.
Le 24 juillet 2014, King Von est arrêté en lien avec une fusillade datant du mois de mai qui a entraîné la mort de Malcolm Stuckey et la blessure de deux autres hommes. King Von est accusé de meurtre au premier degré et de deux tentatives de meurtre. En l'absence de témoignages, King Von est déclaré non coupable en 2017.
En juin 2019, King Von et Lil Durk sont arrêtés en lien avec une fusillade à Atlanta. King Von et son co-accusé Banks comparaissent devant un juge dans une salle d'audience du comté de Fulton. Les procureurs affirment que les deux rappeurs avaient volé et abattu Alexander Witherspoon le 5 février 2019. Après des semaines en prison, Lil Durk a été libéré sous caution de 250 000 $, tandis que Von a été libéré sous caution de 300 000 $.
En juillet 2021, la police de Chicago publie des documents concluant que King Von est responsable de la mort par balle en avril 2014 de Gakirah "KI" Barnes, 17 ans, membre des Gangster Disciples (gang rival des Black Disciples auquel appartenait Von). Cependant la police n'a pas été en mesure de le poursuivre en raison d'incohérences dans les déclarations des témoins.
En janvier 2023, après la mort de King Von, le FBI a déclassifié un certain nombre de documents montrant qu'un informateur confidentiel avait affirmé que King Von avait initialement placé une offre de 50 000 $ sur le rappeur Fbg Duck et d'augmenter le prix à 100 000 $. Fbg Duck a été assassiné dans la région de la Gold Coast à Chicago le 4 août 2020. Cinq membres de O'Block ont ensuite été arrêtés et reconnus coupables de ce meurtre. 
Le 9 octobre 2024, il a été signalé que la succession de King Von, ainsi que Lil Durk et OTF Records, étaient cités dans un procès pour mort injustifiée intenté par la succession et la famille de Fbg Duck. Le procès et ses avocats affirmaient que Durk et son label OTF Records, dont King Von était signataire, « tiraient profit de la mort de Fbg Duck par négligence et mauvaise conduite ».

### Allégations de tueur en série
En avril 2023, plus de deux ans après la mort de King Von, un documentaire de quatre heures intitulé King Von: Rap's First Serial Killer est publié sur YouTube par le cinéaste Trap Lore Ross (en), dans lequel il est affirmé que Bennett était un tueur en série impliqué dans au moins dix meurtres, dont ceux de P5, Modell, Malcolm Stuckey et Gakirah "KI" Barnes (King Von avait été acquitté du meurtre de Stuckey et les autorités de Chicago l'avaient reconnu responsable du meurtre de Barnes en 2021),.
Selon le documentaire, le motif principal de King Von pour commettre un meurtre était initialement le résultat de conflits entre gangs, mais plus tard, il les a simplement commis pour l'excitation que cela lui procurait (Thrill killing (en)). Le documentaire est rapidement retiré de YouTube à la suite des réactions de la famille et des fans de King Von. Le documentaire est par la suite remis en ligne. Le documentaire est revenu sur YouTube en 2023.

## Discographie

### Albums Studio
- 2020 – Welcome to O'Block
- 2022 – What It Means to Be King
- 2023 – Grandson

### Mixtapes
- 2019 – Grandson, Vol. 1
- 2020 – Levon James.